# Record d'altitude
Un record d'altitude désigne le vol aéronautique le plus haut effectué dans l'atmosphère terrestre depuis le niveau de la mer.
Depuis le premier vol en montgolfière en 1783, l'homme a tenté de faire voler les aéronefs toujours plus haut. Ces records d'altitude sont répartis selon les divers aéronefs utilisés.

## Historique des records absolus d'altitude
Vol habités

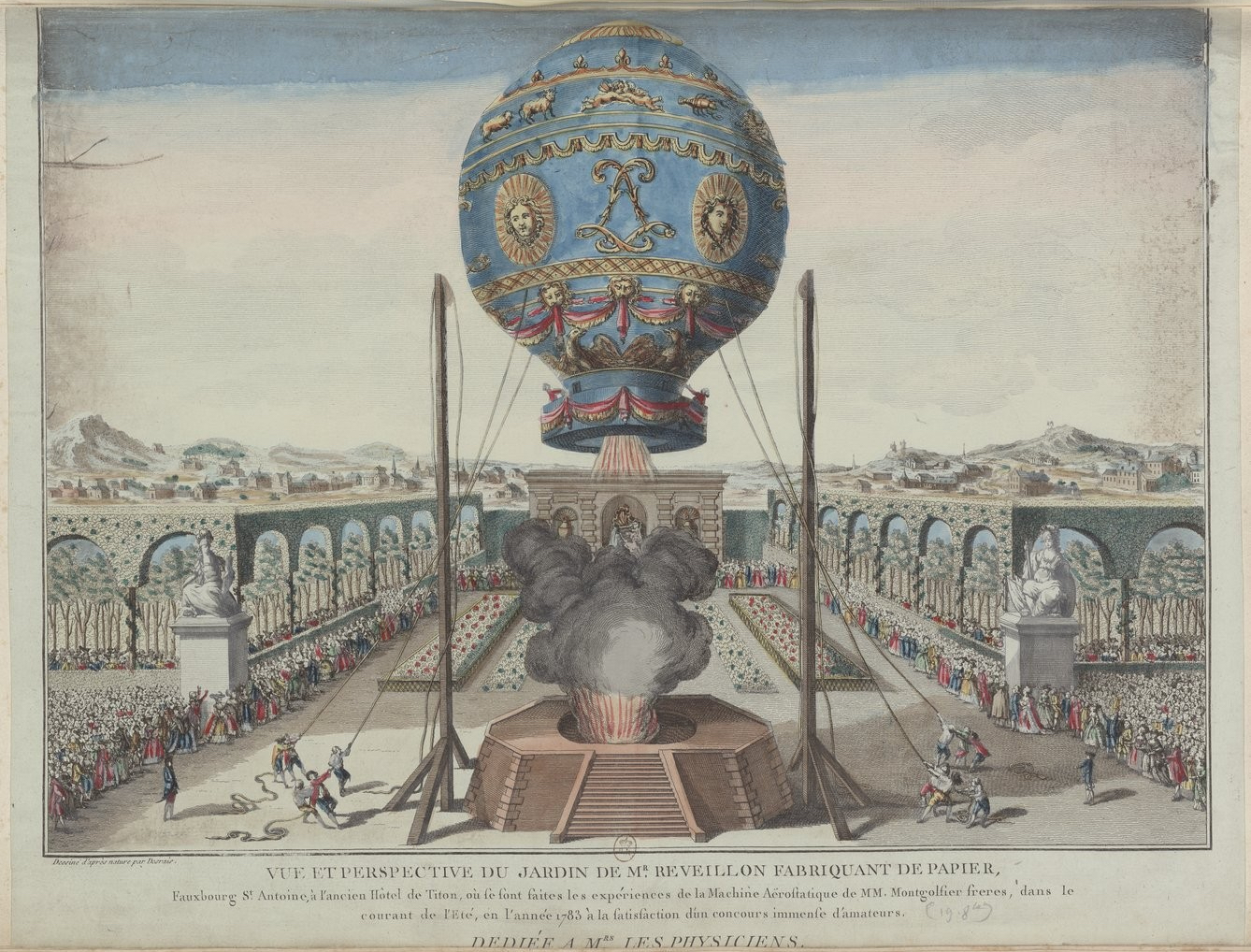
Le 1er vol habité à la Folie Titon, le 19 octobre 1783.

- 600 m (19 septembre 1783) : le premier vol d'une montgolfière habitée par des animaux[1].
- 1 000 m (21 novembre 1783) : premier vol d'une montgolfière habitée par l'homme (Jean-François Pilâtre de Rozier et François Laurent d'Arlandes)[2].
- 3 000 m (1er décembre 1783) : premier vol habité d'un ballon à gaz (Jacques Charles)[2].
- 4 256 m (26 août 1785) : Jean-Pierre Blanchard et le Chevalier de l'Espinard en ballon[3].
- 7 016 m (20 septembre 1804) : Louis Joseph Gay-Lussac en ballon[4].
- 8 838 m (5 septembre 1862) : James Glaisher et Henry Coxwell en ballon[5].
- 9 155 m (4 décembre 1894) : Arthur Berson à bord du ballon Le Phénix[6]
- 10 800 m (31 juillet 1901) : les météorologues Arthur Berson et Reinhard Süring, à bord du ballon La Prusse[6].
- 11 145 m (30 octobre 1923) : Joseph Sadi-Lecointe avec un avion Nieuport-Delage NiD.40 à Issy-les-Moulineaux[7].
- 11 710 m (25 juillet 1927) : C. Champion avec un avion Wright XF3W Apache (en) depuis la Naval Support Facility Anacostia à Washington[8],[9].
- 13 106 m (4 novembre 1927) : Hawthorne C. Gray (en) en ballon (il meurt d'hypoxie pendant la descente)[10].
- 13 157 m (4 juin 1930) : Apollo Soucek (en) avec un avion Wright XF3W Apache (en) depuis la Naval Support Facility Anacostia[8].
- 15 781 m (27 mai 1931) : Auguste Piccard à bord du ballon FNRS[11].
- 16 201 m (18 aout 1932) : Auguste Piccard et Max Cosyns avec le même ballon que précédemment[12].
- 18 500 m (30 septembre 1933) : Georgy Prokofiev (en), Konstantin Godunov et Ernst Birnbaumle à bord du ballon USSR-1 (en)[13].
- 22 000 m (30 janvier 1934) : Pavel Fedoseenko, Andrey Vasenko et Ilya Usyskin à bord du ballon Osoaviakhim-1 (en)[13].
- 22 065 m (11 novembre 1935) : Albert William Stevens (en) et Orvil Anderson à bord du ballon Explorer II (en)[13].
- 23 164 m (8 novembre 1956) : Malcolm Ross (en) et M. Lewis à bord du ballon Strato Lab I[14].
- 29 499 m (2 juin 1957) : Joseph Kittinger à bord du ballon Manhigh I[15].
- 31 212 m (19 aout 1957) : le David G. Simons (en) à bord du ballon Manhigh II[15].
- 31 513 m (14 décembre 1959) : "Joe" B. Jordan avec un avion Lockheed F-104 Starfighter[16].
- 327 km (12 avril 1961) : Youri Gagarine à bord de la fusée Vostok 1 devient le premier homme en orbite terrestre[17].

Appareils non habitables
- 400 m (25 avril 1783) : premier vol libre d'une montgolfière[2].
- 40 km (1918) : les obus du Pariser Kanonen[18].
- 84,5 km (3 octobre 1942) : le missile V2[19].
- 174,6 km (20 juin 1944) : le missile V2[19].
- 947 km (4 octobre 1957) : le lanceur Spoutnik qui mit en orbite le premier satellite artificiel : Spoutnik 1[20].

## Montgolfière
- 400 m (25 avril 1783) : premier vol[2].
- 600 m (19 septembre 1783) : premier vol habitée par des animaux[1].
- 1 000 m (21 novembre 1783) : premier vol habitée par l'homme (Jean-François Pilâtre de Rozier et François Laurent d'Arlandes)[2].
- 3 000 m (23 juin 1784) : Jean-François Pilâtre de Rozier et Joseph Louis Proust à bord de La Marie-Antoinette.
- 16 805 m (31 octobre 1980) : Julian Nott (en) depuis Longmont à bord du ICI Innovation, la première montgolfière avec une nacelle pressurisée.
- 19 811 m (6 juin 1988) : Per Lindstrand (en) à Plano (Texas).
- 21 291 m (26 novembre 2005) : Vijaypat Singhania (en) depuis Bombay[21].

## Ballon

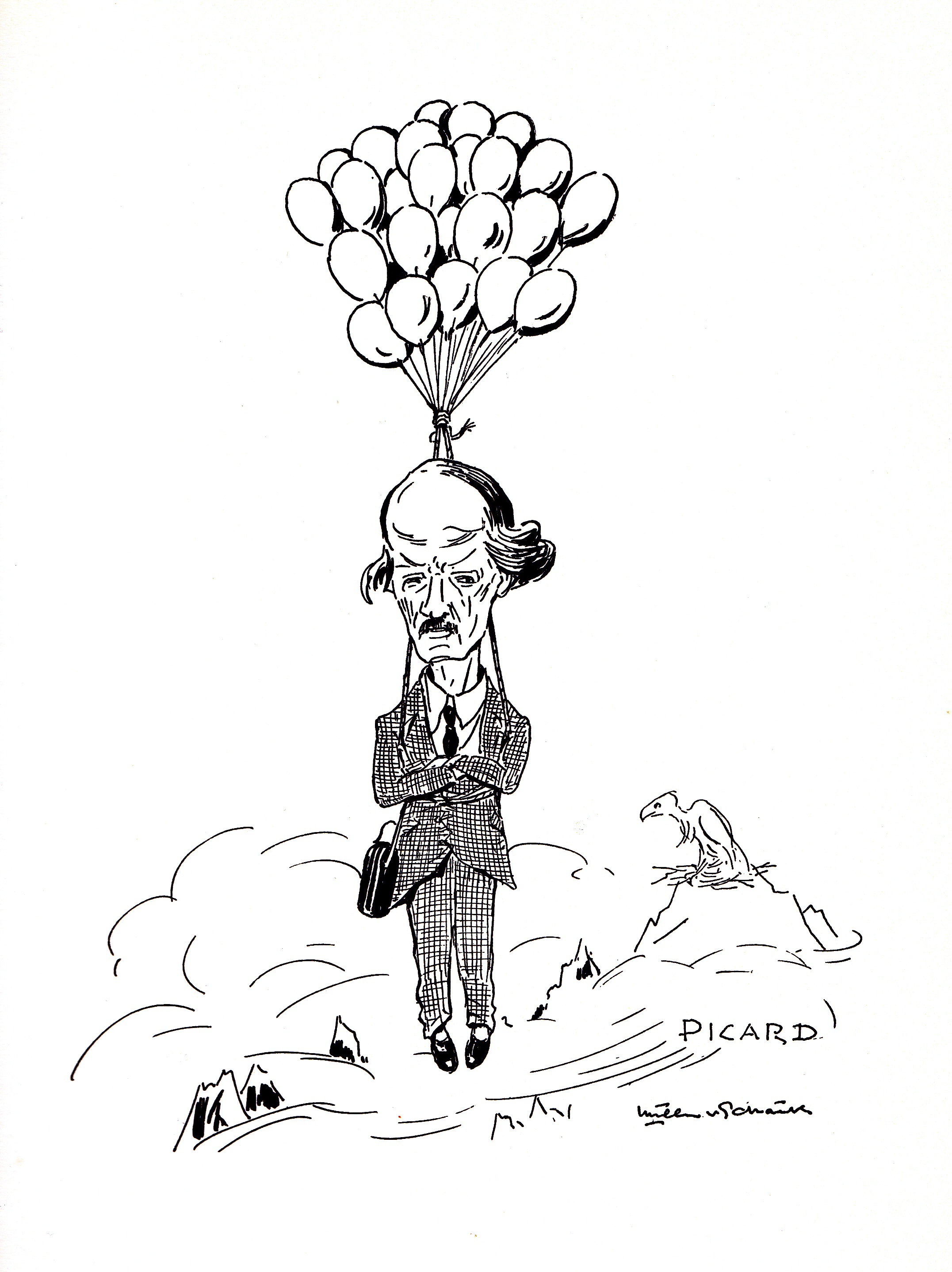
Caricature d'Auguste Piccard par Van Schaik.

- 3 000 m (1er décembre 1783) : Jacques Charles effectue le premier vol habité à Paris[2].
- 4 256 m (26 août 1785) : Jean-Pierre Blanchard et le Chevalier de l'Espinard à Lille[3].
- 7 016 m (20 septembre 1804) : Louis Joseph Gay-Lussac[4].
- 8 838 m (5 septembre 1862) : James Glaisher et Henry Coxwell (ils s'évanouirent à 8 838 m mais estimèrent qu'ils sont montés entre 9 500 m et 10 900 m)[5].
- 9 155 m (4 décembre 1894) : Arthur Berson à bord du ballon Le Phénix[6]
- 10 800 m (31 juillet 1901) : les météorologues Arthur Berson et Reinhard Süring qui perdent connaissance à bord de La Prusse[6].
- 13 106 m (4 novembre 1927) : Hawthorne C. Gray (en) (il meurt d'hypoxie pendant la descente)[10].
- 15 781 m (27 mai 1931) : Auguste Piccard à bord du FNRS[11].
- 16 201 m (18 aout 1932) : Auguste Piccard et Max Cosyns avec le même ballon que précédemment[12].
- 18 500 m (30 septembre 1933) : Georgy Prokofiev (en), Konstantin Godunov et Ernst Birnbaumle à bord du USSR-1 (en)[13].
- 22 000 m (30 janvier 1934) : Pavel Fedoseenko, Andrey Vasenko et Ilya Usyskin à bord du Osoaviakhim-1 (en)[13].
- 22 065 m (11 novembre 1935) : Albert William Stevens (en) et Orvil Anderson à bord de l'Explorer II (en)[13].
- 23 164 m (8 novembre 1956) : Malcolm Ross (en) et M. Lewis à bord du Strato Lab I[14].
- 29 499 m (2 juin 1957) : Joseph Kittinger à bord du Manhigh I[15].
- 31 212 m (19 aout 1957) : le David G. Simons (en) à bord duManhigh II[15].
- 31 333 m (16 aout 1960) : Joseph Kittinger à bord de l'Excelsior III (a cette occasion, il saute en parachute à 31 300 m)[22].
- 34 668 m (4 mai 1961) : Malcolm Ross (en) et Victor Prather (en) à bord du Strato Lab V, lancé depuis l'USS Antietam dans le golfe du Mexique[23].
- 37 642 m (2 février 1966) : Nick Piantanida à bord du Strato-Jump II depuis l'aéroport régional de Sioux Falls.
- 38 969 m (14 octobre 2012) : Felix Baumgartner à bord du Red Bull Stratos.
- 41 419 m (24 octobre 2014) : Alan Eustace depuis Roswell (Nouveau-Mexique).

## Avion

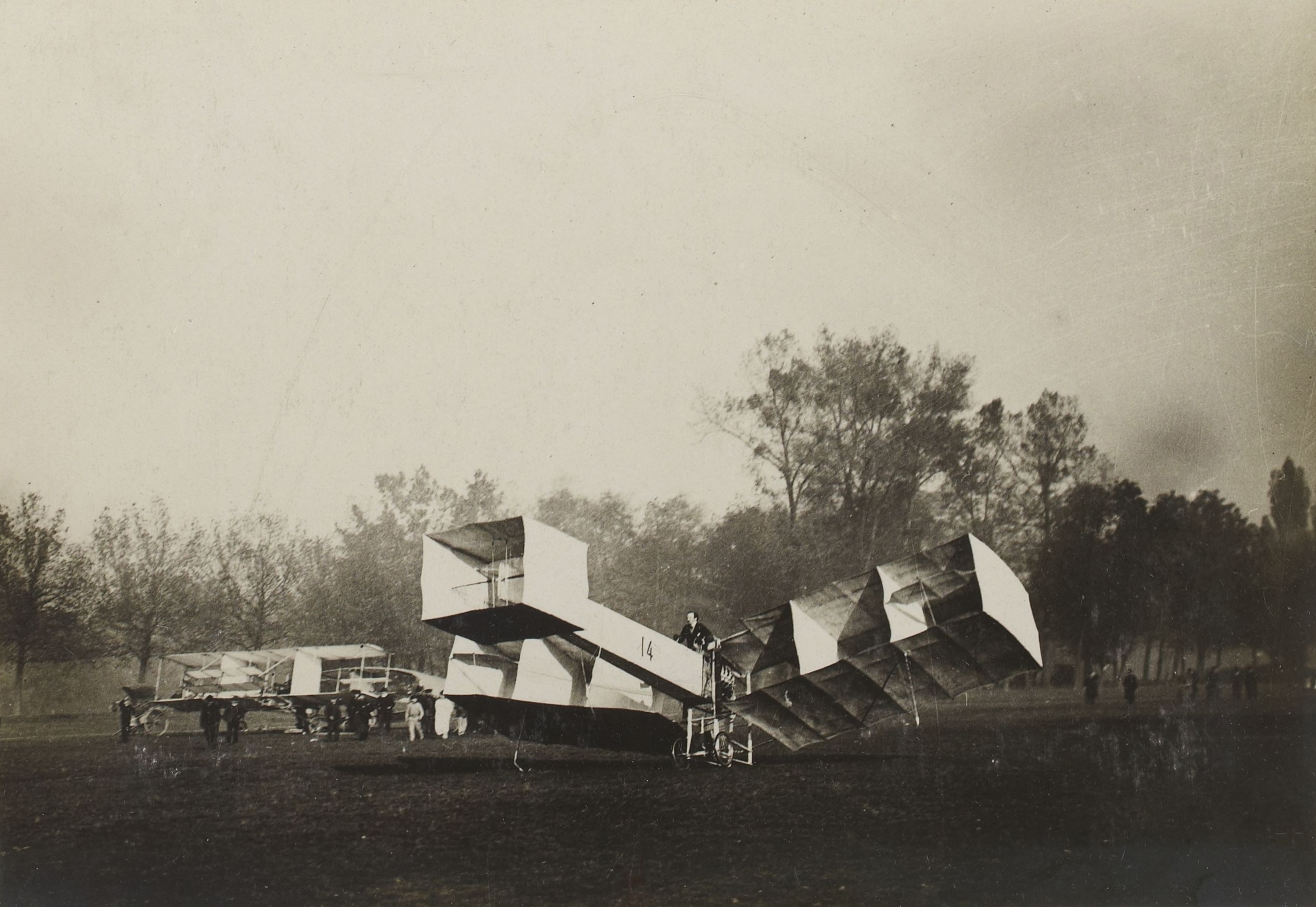
Le 14-bis sous sa forme définitive en novembre 1906, avec des ailerons à plan octogonal.

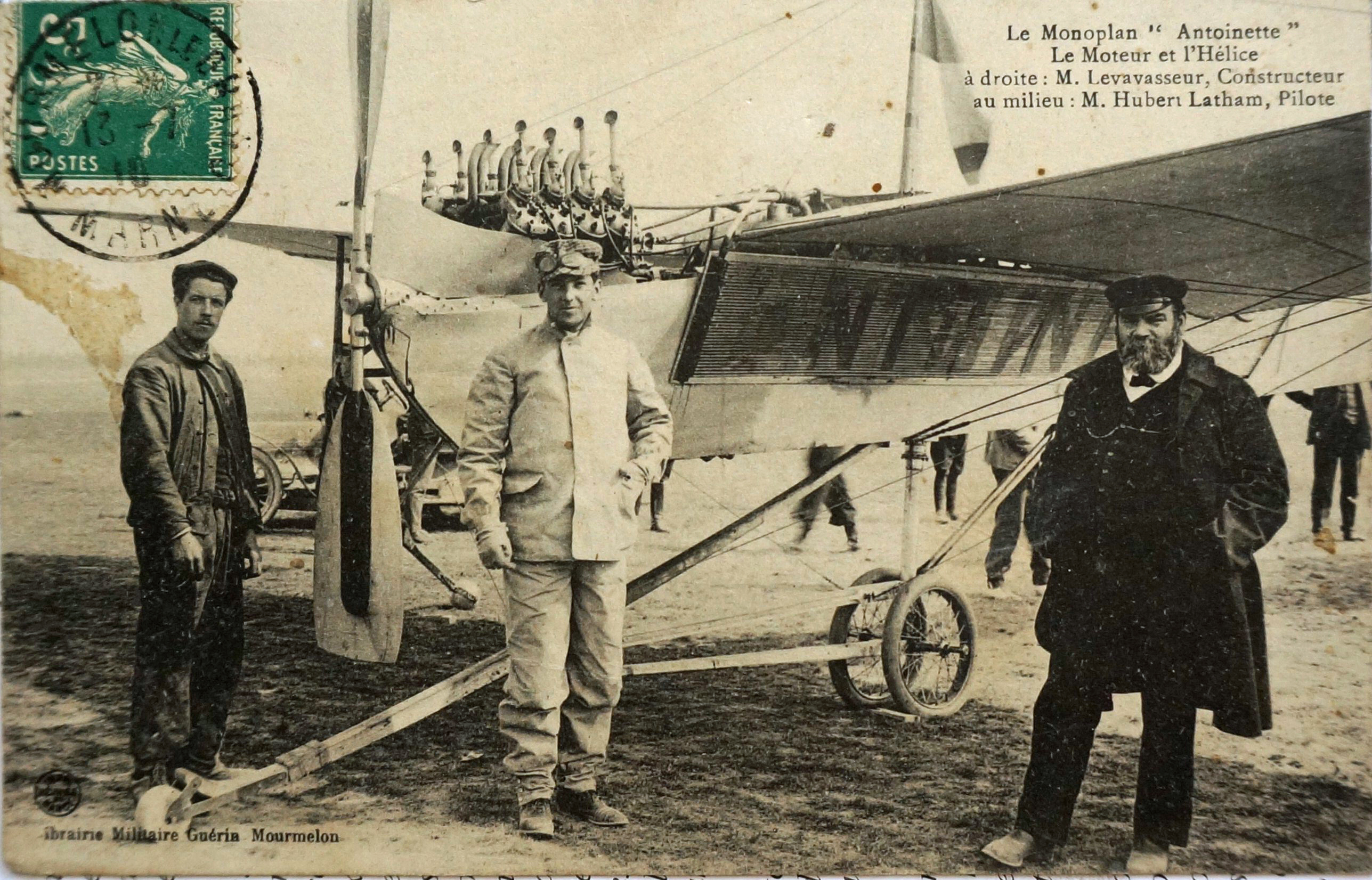
Hubert Latham et Léon Levavasseur devant un Antoinette IV en 1909.

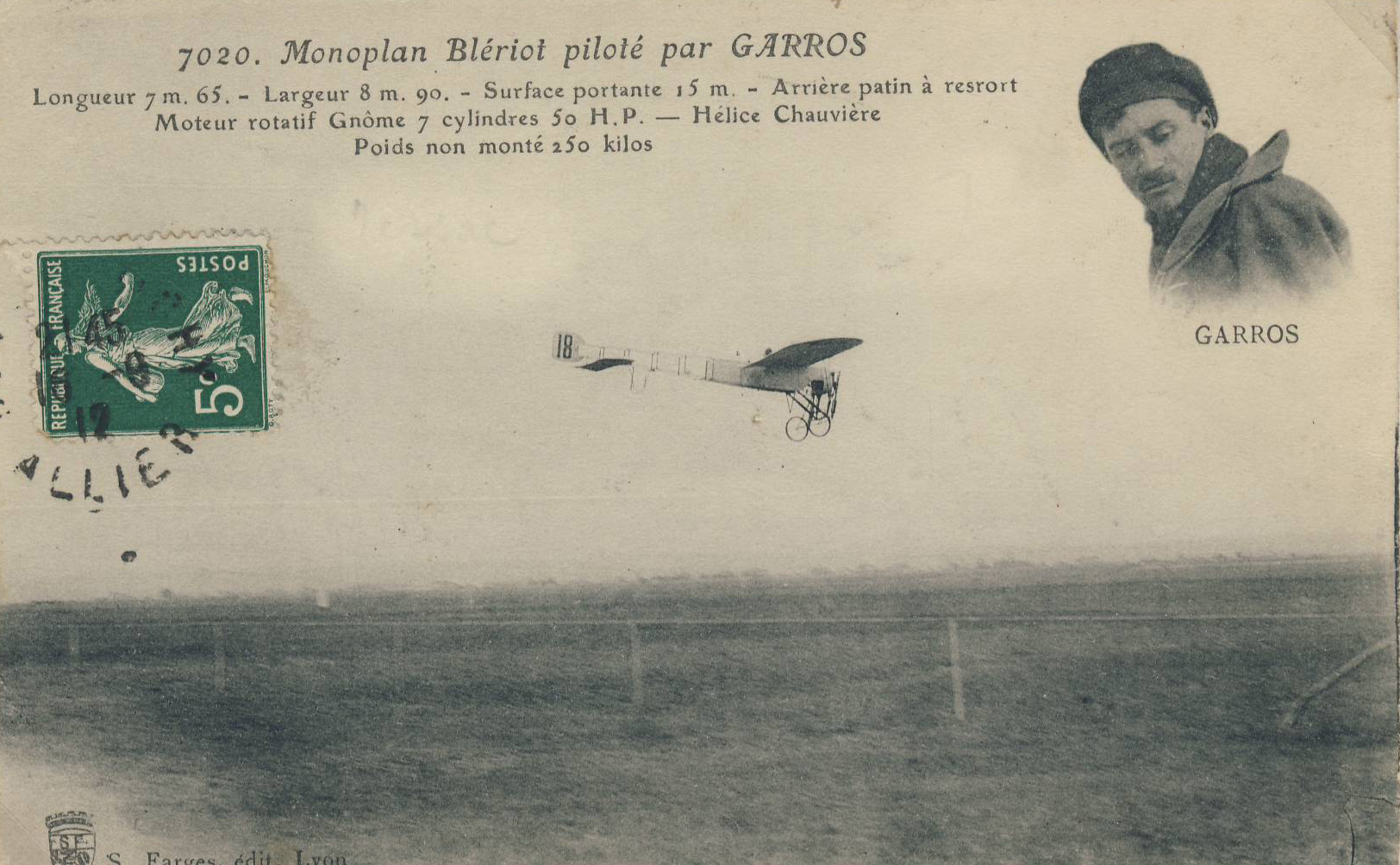
Monoplan Blériot piloté par Roland Garros, en 1910.

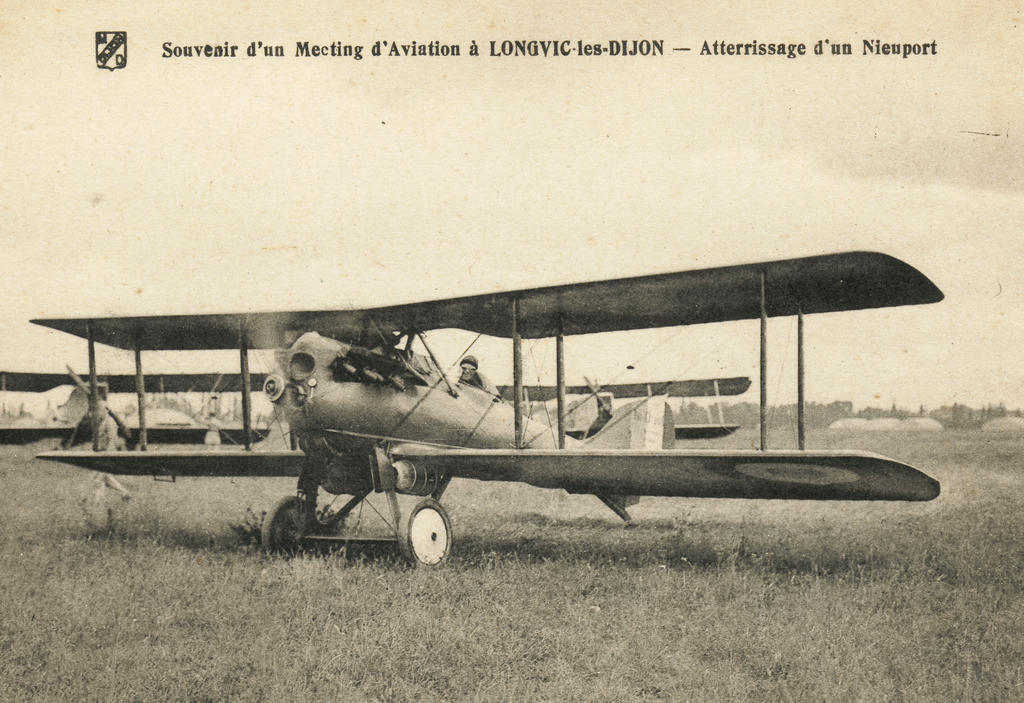
Nieuport-Delage NiD.29/40

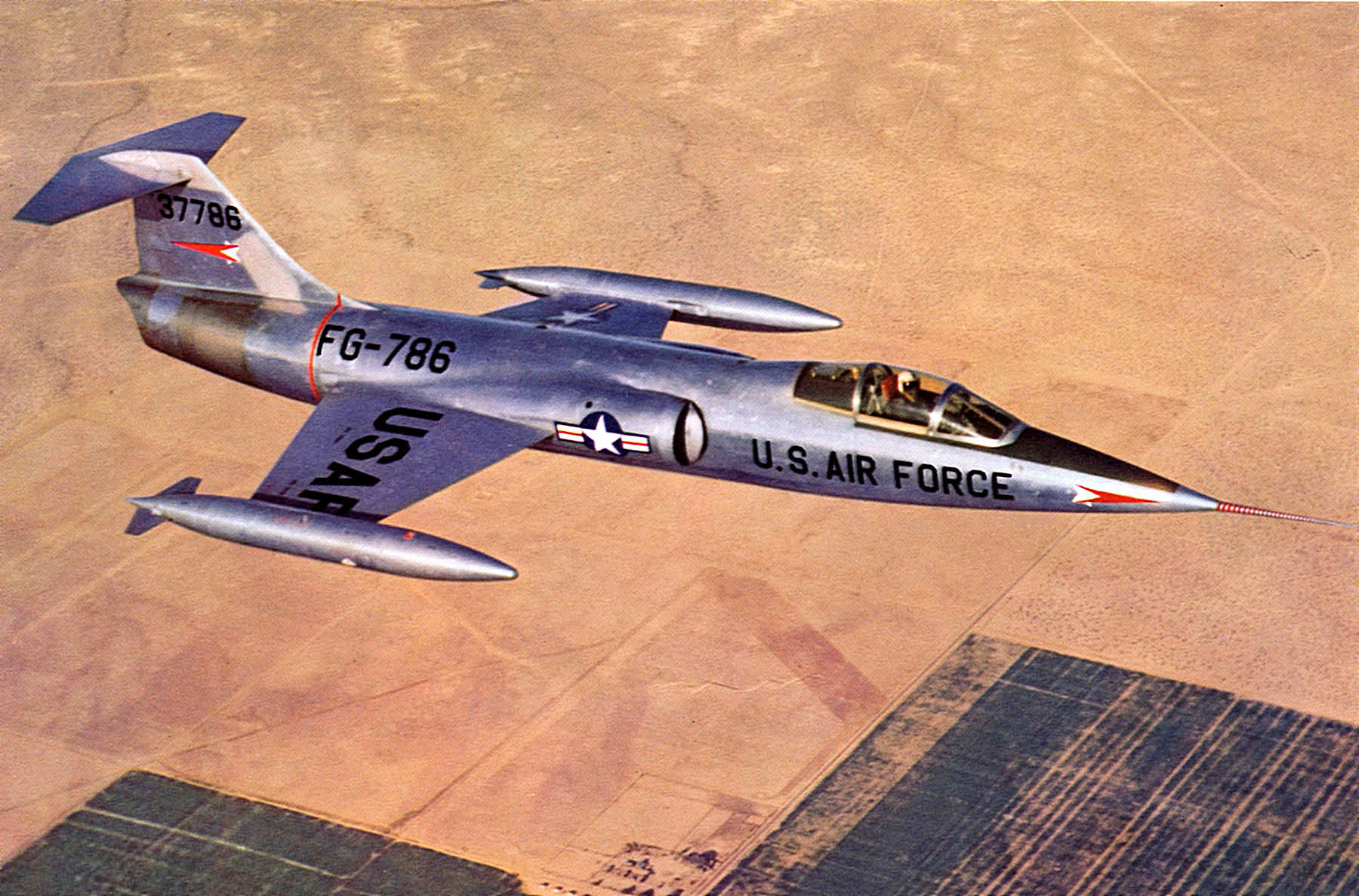
Lockheed F-104 Starfighter.

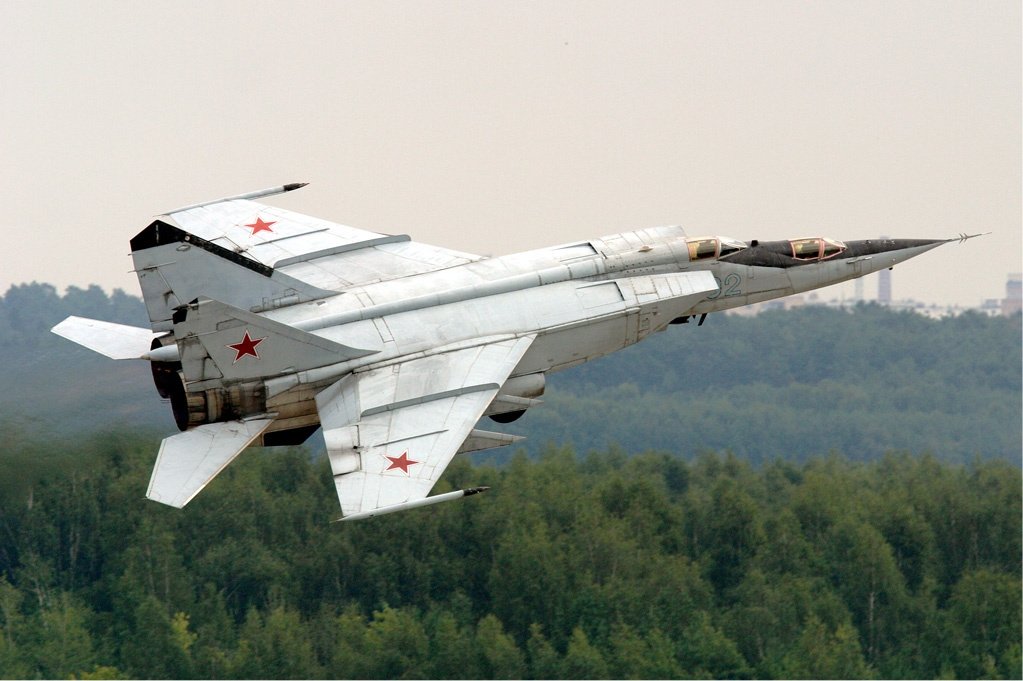
Mikoyan-Gourevitch MiG-25.

- 2 m (12 novembre 1906) : Alberto Santos-Dumont, au parc de Bagatelle avec le 14-bis, premier record homologué.
- 30 m (8 juin 1908) : Robert Esnault-Pelterie avec le Esnault-Pelterie REP2.
- 60 m (13 novembre 1908) : Wilbur Wright[24].
- 110 m (décembre 1908) : Wilbur Wright[25].
- 150 m (3 juillet 1909) : Louis Paulhan au champ d'aviation de la Brayelle avec son biplan.
- 155 m (29 aout 1909) : Hubert Latham avec un Antoinette VII lors de la Grande Semaine d'aviation de la Champagne.
- 400 m (18 octobre 1909) : Charles de Lambert survole la Tour Eiffel d'une centaine de mètres avec son aéroplane Systéme Wright[26].
- 410 m (19 novembre 1909) : Hubert Latham avec un Antoinette VII[27].
- 475 m (1er décembre 1909) : Hubert Latham avec un Antoinette VII[28].
- 1 100 m (7 janvier 1910) : Hubert Latham toujours avec son Antoinette VII[29].
- 1 209 m (12 janvier 1910) : Louis Paulhan avec un Farman III[30].
- 1 269 m (février 1910) : Louis Paulhan[31].
- 1 335 m (13 juin 1910) : Walter Brookins (en).
- 1 384 m (7 juillet 1910) : Hubert Latham avec son monoplan Antoinette VII lors de seconde Grande Semaine d'aviation de la Champagne[32].
- 1 439 m (30 juillet 1910) : Jan Olieslagers avec un biplan[32].
- 1 700 m (1er août 1910) : Jules Tyck (nl) avec un monoplan Blériot[32].
- 2 960 m (31 octobre 1910) : Ralph Johnstone (en) avec un Wright Model A[33].
- 3 100 m (8 décembre 1910) : Georges Legagneux[34].
- 3 280 m (8 juillet 1911) : Marcel Loridan (en)[35].
- 3 453 m (5 aout 1911) : Julien Félix (en).
- 3 950 m (4 septembre 1911) : Roland Garros avec un Blériot XI depuis la plage de Cancale[36].
- 4 960 m (6 septembre 1912) : Roland Garros avec le modèle unique Blériot XI-80 depuis la plage de Houlgate[32].
- 5 450 m (17 septembre 1912) : Georges Legagneux avec un Morane-Saulnier Type H à Issy-les-Moulineaux[34].
- 5 610 m (11 décembre 1912) : Roland Garros depuis Tunis[32].
- 5 850 m (11 mars 1913) : Edmond Perreyon à Buc (Yvelines)[34].
- 6 120 m (28 décembre 1913) : Georges Legagneux, sans respirateur, avec un Nieuport II à Saint-Raphaël (Var)[34].
- 6 700 m (9 juillet 1914) : Otto Linnekogel à Berlin[34].
- 7 950 m (9 novembre 1916) : Guido Guidi (it) avec un Caudron G.4 à Turin[37].
- 8 800 m (18 septembre 1918) : Rudolph William Schroeder (de) avec un Bristol F.2 depuis McCook Field[38].
- 9 150 m (28 mai 1919) : Jean Casale avec un Nieuport-Delage NiD.40[39].
- 9 259 m (7 juin 1919) : Jean Casale avec un Nieuport-Delage NiD.40[39].
- 9 520 m (14 juin 1919) : Jean Casale avec un Nieuport-Delage NiD.40[39].
- 10 093 m (27 février 1920) : Rudolph William Schroeder (de) avec un Packard-Lepère LUSAC-11[40].
- 10 518 m (28 septembre 1921) : John Arthur Macready avec un Packard-Lepère LUSAC-11 depuis McCook Field.
- 10 741 m (5 septembre 1923) : Joseph Sadi-Lecointe avec un Nieuport-Delage NiD.40 depuis la base aérienne 107 Villacoublay[7].
- 11 145 m (30 octobre 1923) : Joseph Sadi-Lecointe avec un Nieuport-Delage NiD.40 à Issy-les-Moulineaux[7].
- 11 710 m (25 juillet 1927) : C. Champion avec un Wright XF3W Apache (en) depuis la Naval Support Facility Anacostia à Washington[8],[9].
- 11 930 m (8 mai 1929) : Apollo Soucek (en) avec un Wright XF3W Apache (en) depuis la Naval Support Facility Anacostia[8],[9].
- 12 739 m (26 mai 1929) : Wilhelm Neuenhofen (de) avec un Junkers W 34 depuis Dessau[41].
- 13 157 m (4 juin 1930) : Apollo Soucek (en) avec un Wright XF3W Apache (en) depuis la Naval Support Facility Anacostia[8].
- 13 404 m (16 septembre 1932) : Cyril Uwins avec un Vickers Vespa (en) depuis Bristol[8].
- 13 661 m (28 septembre 1933) : Gustave Lemoine avec un Potez 50 depuis la base aérienne 107 Villacoublay[8].
- 14 433 m (11 avril 1934) : Renato Donati (it) avec un Caproni Ca.113 depuis Rome[42].
- 14 843 m (14 août 1936) : Georges Détré avec un Potez 50 depuis la base aérienne 107 Villacoublay (dernier record sans pressurisation).
- 15 655 m (8 mai 1937) : Mario Pezzi (en) avec un Caproni Ca.161 (en) depuis Montecelio.
- 16 440 m (30 juin 1937) : Maurice James Adam, avec un Bristol Type 138 (en)[43].
- 17 083 m (22 octobre 1938) : Mario Pezzi (en) avec un Caproni Ca.161 (en).
- 18 114 m (23 mars 1948) : John Cunningham avec un avion à réaction de Havilland Vampire.
- 19 406 m (4 mai 1953) : Walter Gibb (en) avec un English Electric Canberra.
- 20 079 m (29 aout 1955) : Walter Gibb (en) avec un English Electric Canberra.
- 23 451 m (18 avril 1958) : George C. Watkins avec un Grumman F11F-1F Super Tiger depuis la Edwards Air Force Base.
- 27 811 m (7 mai 1958) : Howard C. Johnson avec un Lockheed F-104 Starfighter.
- 28 852 m (4 septembre 1959) : Vladimir Sergueïevitch Iliouchine avec un Soukhoï Su-9.
- 30 040 m (6 décembre 1959) : Lawrence E. Flint Jr. avec un McDonnell Douglas F-4 Phantom II.
- 31 513 m (14 décembre 1959) : "Joe" B. Jordan avec un Lockheed F-104 Starfighter[16].
- 36 240 m (25 juillet 1973) : Alexandre Fedotov (en) en effectuant un zoom climb avec un prototype de Mikoyan-Gourevitch MiG-25.
- 37 650 m (31 août 1977) : Alexandre Fedotov (en) en effectuant un zoom climb avec un prototype de Mikoyan-Gourevitch MiG-25[44].

## Avion-fusée
Décollage autonome

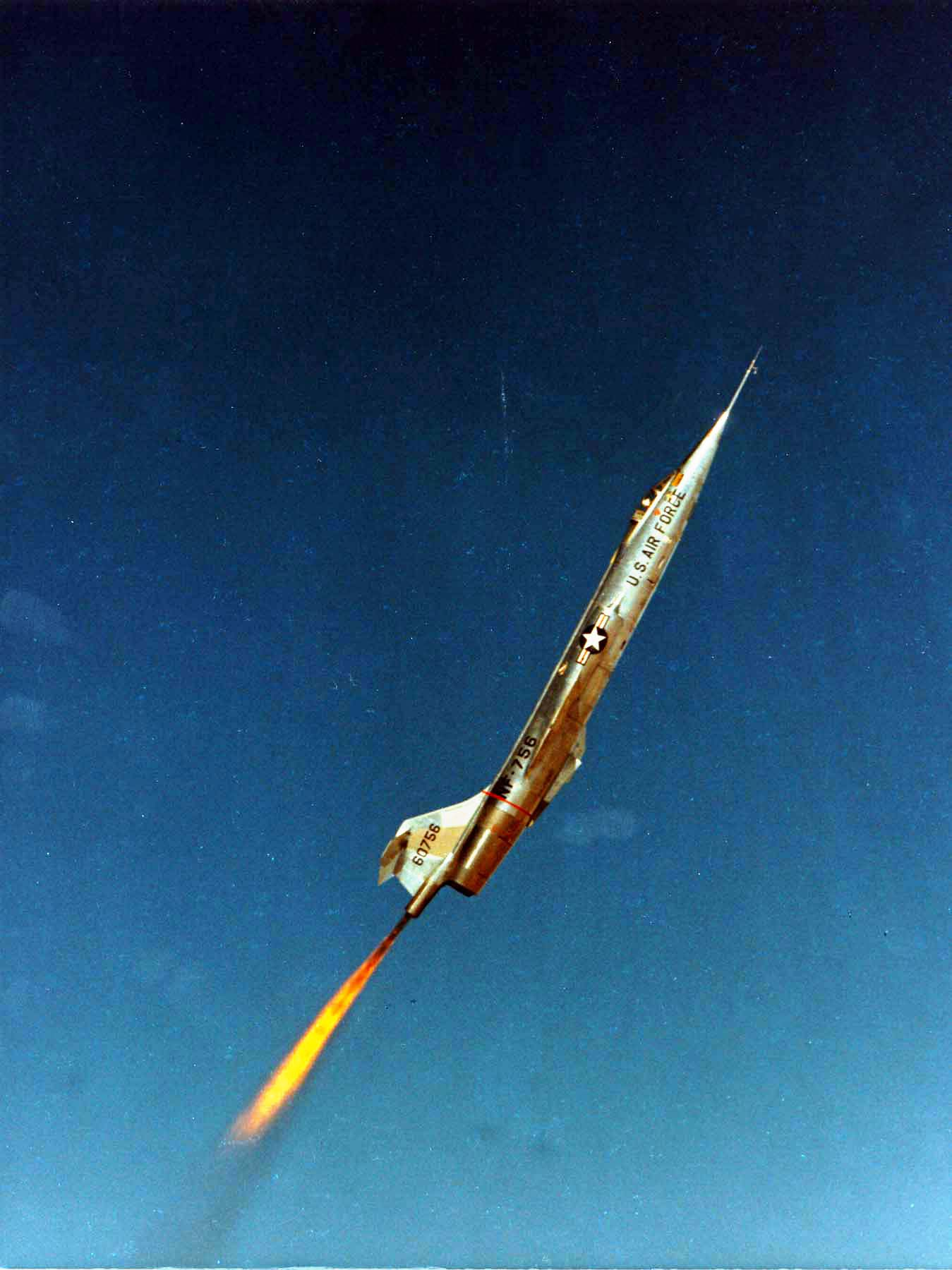
Le NF-104A 56-0756, effectuant un zoom climb sur la poussée de son moteur-fusée.

- 12 100 m (1944) : plafond du premier avion-fusée, le Messerschmitt Me 163 Komet.
- 21 430 m (28 aout 1957) : Mike Randrup avec un English Electric Canberra.
- 24 217 m (2 mai 1958) : Roger Carpentier avec un SO.9000 Trident[45].
- 34 714 m (28 avril 1961) : Georgy Mosolov (en) avec un Mikoyan-Gourevitch MiG-21.
- 36 230 m (15 novembre 1963) : Robert W. Smith avec un Lockheed NF-104A.
- 36 800 m (6 décembre 1963) : Robert W. Smith avec un Lockheed NF-104A.

Largage en vol
- 21 916 m (8 aout 1949) : Frank Kendall Everest Jr. (en) avec un Bell X-1[46].
- 24 230 m (15 aout 1951) : William B. Bridgeman avec un Douglas Skyrocket[47].
- 25 370 m (21 aout 1953) : Marion Eugene Carl (en) avec un Douglas Skyrocket.
- 27 570 m (28 mai 1954) : Arthur W. Murray (en) avec un Bell X-1.
- 38 491 m (7 septembre 1956) : Iven Carl Kincheloe, Jr. avec un Bell X-2.
- 51 700 m (30 mars 1961) : Joseph Albert Walker avec un North American X-15.
- 95 940 m (17 juillet 1962) : Robert Michael White avec un North American X-15.
- 106 009 m (19 juillet 1963) : Joseph Albert Walker avec un North American X-15.
- 107 960 m (22 août 1963) : Joseph Albert Walker avec un North American X-15.
- 111 996 m (4 octobre 2004) : Brian Binnie avec le SpaceShipOne.

## Hélicoptère

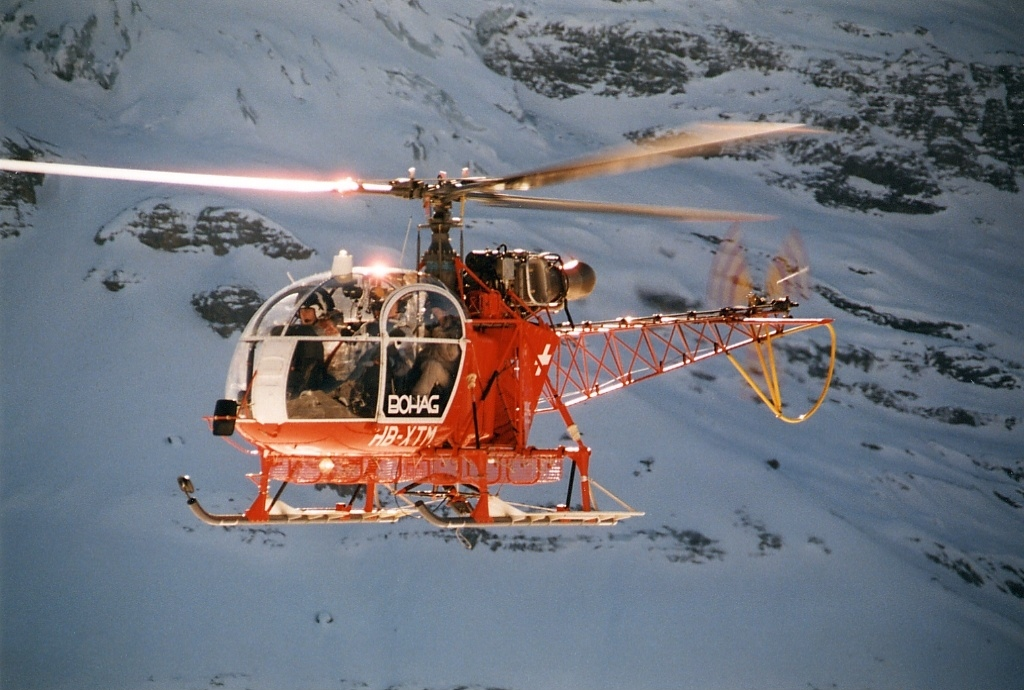
Sud-Aviation SA315B Lama.

- 18 m (10 octobre 1930) : Marinello Nelli avec le D'AT3, premier record homologué.
- 158 m (26 septembre 1936) : Maurice Claisse avec le Breguet Gyroplane Laboratoire[48].
- 2 439 m (26 juin 1937) : Ewald Rohlfs (en) avec le Focke-Wulf Fw 61[49].
- 3 427 m (29 janvier 1939) : Carl Bode avec le Focke-Wulf Fw 61.
- 7 100 m (28 octobre 1940) : Carl Bode avec un Focke-Achgelis Fa 223 Drachen.
- 7 467 m (17 octobre 1954) : Billy I. Wester avec le Sikorsky XH-39 (en)[50].
- 8 260 m (6 juin 1955) : Jean Boulet avec un SNCASE SE.3130 Alouette II[51].
- 9 076 m (28 décembre 1957) : James E. Bowman avec un Cessna CH-1 Skyhook (en).
- 9 583 m (9 juin 1958) : Jean Boulet avec un SNCASE SE.3130 Alouette II[52].
- 10 984 m (13 juin 1958) : Jean Boulet avec un SNCASE SE.3130 Alouette II[52].
- 12 442 m (21 juin 1972) : Jean Boulet avec un Sud-Aviation SA315B Lama depuis la base aérienne 125 Istres-Le Tubé[52].

## Anecdote
- Le 14 février 2007, la parapentiste allemande Ewa Wiśnierska (35 ans), a été aspirée accidentellement par les courants ascendants d'un cumulonimbus et a atteint l'altitude record de 9 946 m (valeur indiquée par son GPS). La jeune femme est restée près de 30 minutes évanouie en vol à −40 °C sans alimentation en oxygène mais a pu se poser au sol sans encombre et vivante (ce qui ne fut pas le cas d'un autre parapentiste pris dans la même tempête).